# Moskvà (creuer)
El Moskvà (rus: Москва́) o Moscou, anomenat anteriorment Slava (rus: Сла́ва, «Glòria»), va ser el buc principal de la classe de creuers llançamíssils de l'Armada russa de la Flota del Mar Negre.
Va tenir un paper important durant el desplegament i l'atac naval pel sud de l'exèrcit rus durant la invasió d'Ucraïna de 2022 fins que, l'abril d'aquell mateix any, va ser impactat per dos míssils de creuer antibuc Neptú ucraïnesos. A conseqüència, va iniciar-se un incendi a bord i la tripulació va abandonar la nau abans del seu enfonsament.

## Història

### Slava

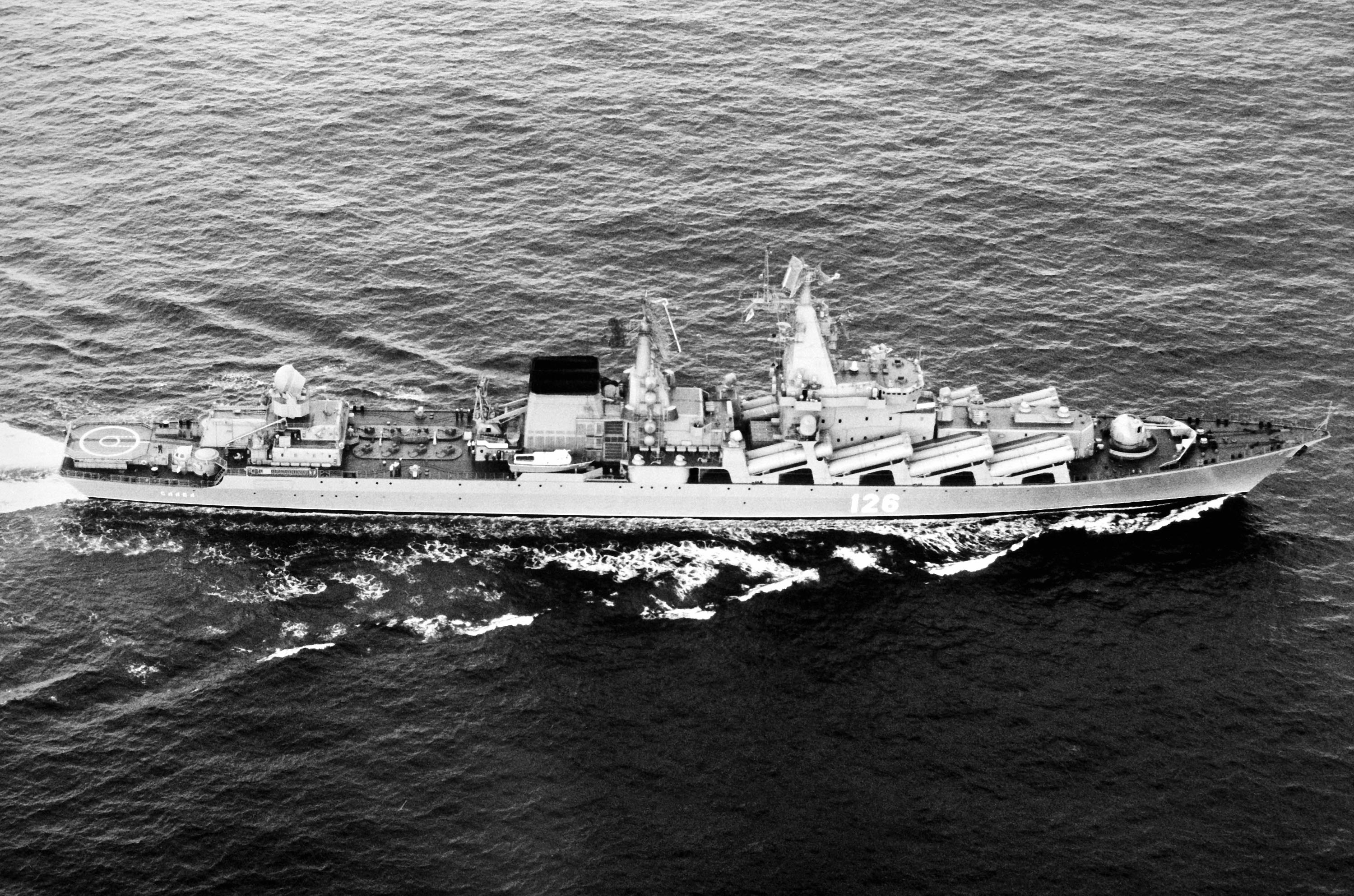
El Slava al voltant del 1983

El creuer va ser construït el 1975 en unes drassanes a Mikolaiv, port fluvial de la República Socialista Soviètica d'Ucraïna, botat el 1979 com a Slava i assignat a finals de 1982.
Entre el 18 i el 22 de novembre de 1986 el vaixell va visitar el port grec del Pireu.
Va ser utilitzat per a allotjar-hi la delegació del govern de l'URSS durant una trobada entre el líder soviètic Mikhaïl Gorbatxov i el president estatunidenc George Herbert Walker Bush el 2 i 3 de desembre de 1989.
El 1990 va tornar a Mikolaiv per a una remodelació que durà fins a l'abril del 2000

### Moskvà

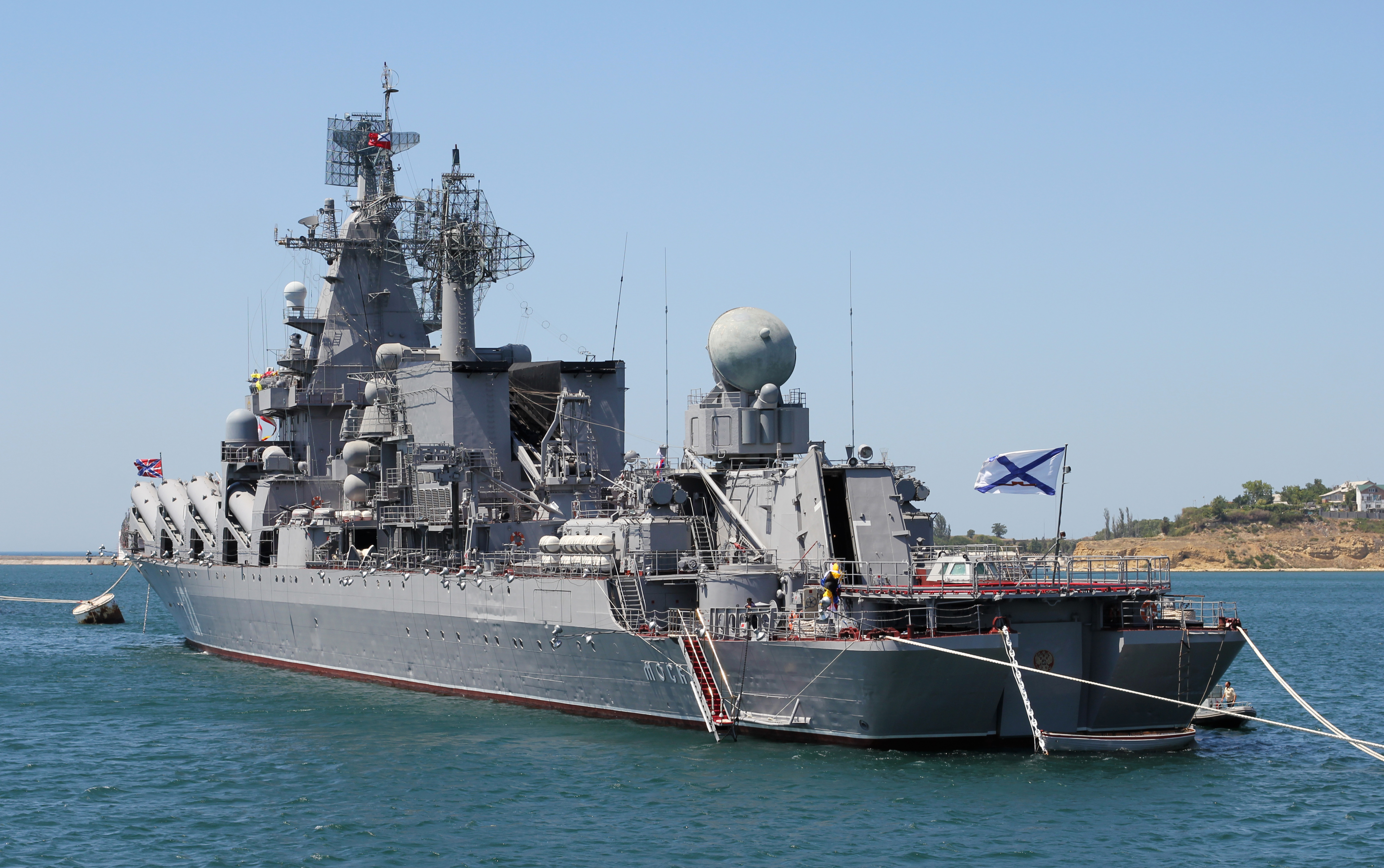
El Moskvà el 2012

L'abril de 2000 va ser rebatejat com a Moskvà, substituint al creuer Almirall Golovkó com a vaixell insígnia de la Flota de la Mar Negra.
El 2003 va fer uns exercicis a l'oceà Índic juntament amb uns altres bucs russos.
El 2008 i 2009 va passar pel Mediterrani per a participar en uns exercicis navals amb els bucs de la Flota del Nord.
El 2008, a causa de la guerra a Ossètia del Sud, el Moskvà va ser desplegat per a assegurar la mar Negra. Després es va quedar a la capital d'Abkhàzia.
Durant la crisi de Crimea de 2014 el Moskvà va ser destinat a bloquejar la flota ucraïnesa del llac Donuzlav.
El juny de 2019 va sortir de Sebastòpol a fer unes proves de diversos sistemes de combat i de propulsió.
El juliol de 2020 el buc va completar unes reparacions que van poder fer allargar la seva vida fins al 2040.

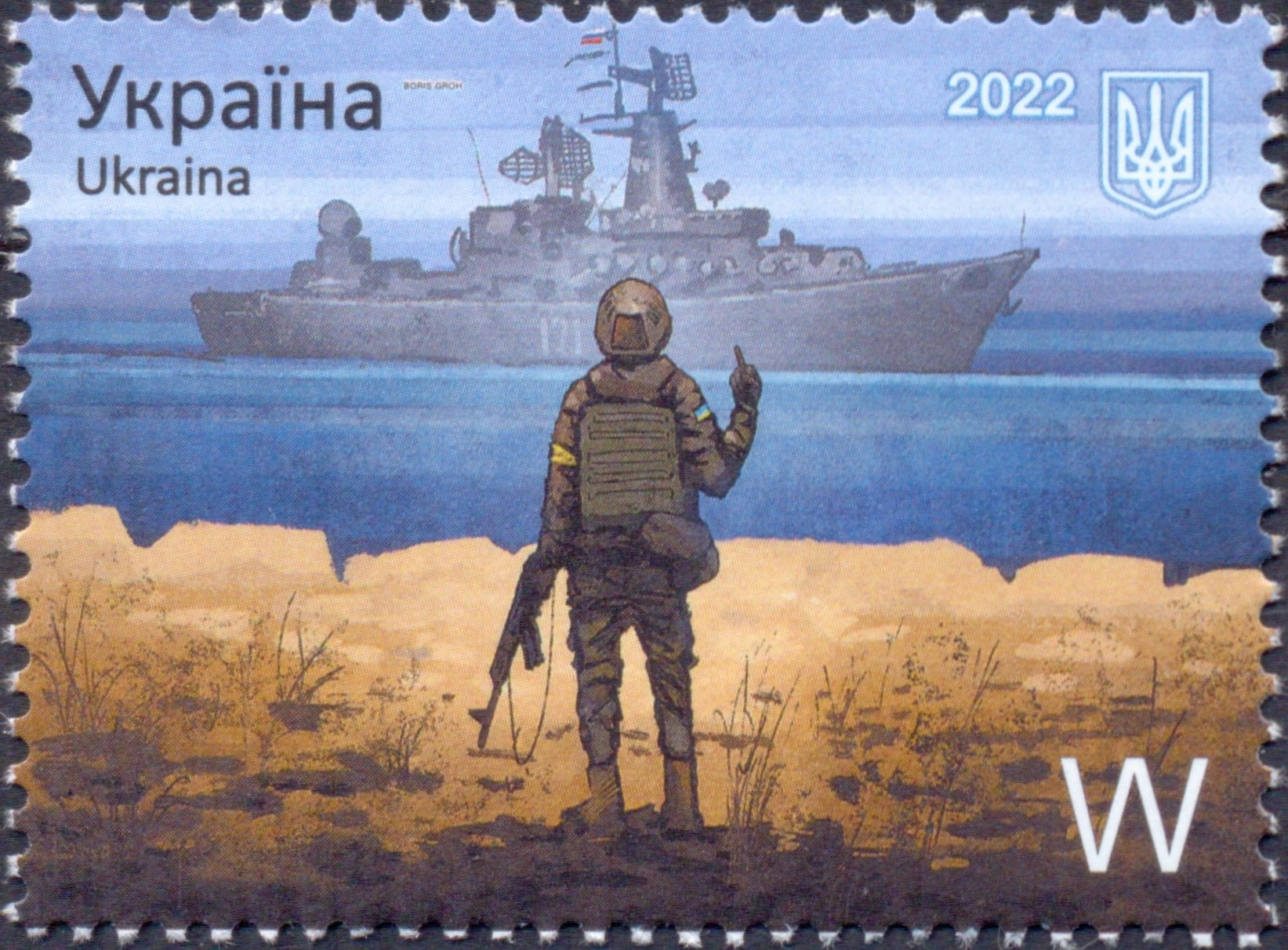
Segell ucraïnès commemorant el coratge dels soldats ucraïnesos de l'illa de les Serps contra el vaixell Moskvà

El febrer de 2022 el creuer va sortir de Sebastòpol per a realitzar exercicis al mar Negre. Posteriorment, va ser utilitzat com a part de l'ofensiva pel sud per a envair Ucraïna, fent-lo servir contra guarnicions ucraïneses que es defensaven durant la batalla de l'illa de les Serps. El Moskvà va trucar per ràdio per a exigir la rendició, la guarnició els va respondre amb una frase que s'ha convertit amb un lema de la guerra: «Vaixell de guerra rus, que et fotin». Després d'això es va perdre tot contacte amb l'illa i la guarnició va ser capturada.
El dimecres 13 d'abril de 2022, l'assessor presidencial ucraïnès Oleksi Arestovitx i el governador d'Odessa, Maksim Màrtxenko, van afirmar que el Moskvà havia rebut l'impacte de dos míssils de creuer Neptun i havia començat a incendiar-se al mar. Tenia 510 tripulants en el moment de l'impacte. Hores després, el ministre de defensa rus va anunciar que hi havia un incendi a bord, sense indicar-ne la causa, que hi havia hagut explosions de munició i que havia sigut evacuat per complet. El 5 de maig, un funcionari nord-americà va confirmar que els EUA van donar intel·ligència, incloent informació sobre el camp de batalla en temps real per ajudar en l'enfonsament del creuer. Tanmateix, temps després l'Agència d'Investigació en Defensa Sueca va apuntar que la causa probable que va permetre que un radar ucraïnès detectés el vaixell a 135 km mar endins, fou l'aparició d'un estrany fenomen atmosfèric anomenat «propagació anòmala» de les seves ones electromagnètiques, quan en condicions normals calculava que no superava els 50 km.
Poc després, el 14 d'abril, el ministre de defensa rus anunciava l'enfonsament del buc mentre era remolcat i després de patir un incendi.